# Catedral de San Andrés (Little Rock)
La Catedral de San Andrés (en inglés: Cathedral of St. Andrew) se localiza en Little Rock, en Arkansas, Estados Unidos se trata de una iglesia histórica y el más antiguo lugar de adoración continua en Little Rock, Arkansas. Es la sede de la Diócesis de Little Rock. El edificio está ubicada en la esquina de la calle de South Louisiana y la calle West 7th en el centro de la ciudad.
Fue fundada en 1845 y dedicada el 27 de noviembre de 1881.